# Bob White (Eishockeyspieler)
Robert Charles „Bob“ White (* 22. Juli 1935 in Stratford, Ontario) ist ein ehemaliger kanadischer Eishockeyspieler.  

## Karriere
White begann seine Karriere als Eishockeyspieler in der Junior Ontario Hockey Association, in der er von 1951 bis 1955 für die Barrie Flyers und Kitchener Canucks aktiv war. Anschließend wechselte er in den Seniorenbereich zu den Kitchener-Waterloo Dutchmen, mit denen er Kanada bei den Olympischen Winterspielen 1956 repräsentierte. Nach dem Turnier spielte er noch ein weiters Jahr für die Dutchmen. Von 1957 bis 1960 besuchte er die University of Michigan, für deren Eishockeymannschaft er parallel zu seinem Studium spielte. Von 1960 bis 1962 lief er für die Windsor Bulldogs aus der Senior Ontario Hockey Association auf, ehe er seine Eishockeykarriere bereits im Alter von 27 Jahren beendete.  

### International
Für Kanada nahm White an den Olympischen Winterspielen 1956 in Cortina d’Ampezzo teil, bei denen er mit seiner Mannschaft die Bronzemedaille gewann. 

## Erfolge und Auszeichnungen
- 1956 Bronzemedaille bei den Olympischen Winterspielen